# João, o Apóstolo
João, o Apóstolo (em aramaico: ܝܘܚܢܢ ܫܠܝܚܐ; romaniz.: Yohanan Shliha; em hebraico: יוחנן בן זבדי; romaniz.: Yohanan Ben Zavdai; latim e grego koiné: Ioannes; c. 6 ─ c. 100) foi um dos doze apóstolos de Jesus segundo o Novo Testamento, filho de Zebedeu e Salomé e irmão de Tiago, outro apóstolo. A tradição cristã acredita que ele teria sobrevivido aos demais apóstolos e teria sido o único a não sofrer o martírio. Os Padres da Igreja consideram que ele era a mesma pessoa que João Evangelista (autor do Evangelho de João), João de Patmos (autor do Apocalipse) e o "discípulo amado" citado por Jesus, uma crença seguida ainda hoje por diversas denominações cristãs, incluindo a Igreja Católica e a Igreja Ortodoxa.

## Evangelista
A tradição católica afirma que João é o autor do Evangelho de João e de quatro outros livros do Novo Testamento — as três Epístolas de João e o Apocalipse. No Evangelho, a autoria é internamente creditada ao "discípulo amado" (em grego clássico: ὁ μαθητὴς ὃν ἠγάπα ὁ Ἰησοῦς; romaniz.: o mathētēs on ēgapa o Iēsous) em João 20:2 e João 21:24 afirma que o Evangelho de João é baseado no testemunho escrito do "discípulo amado". A autoria da literatura joanina tem sido debatida desde o ano 200 e sempre houve dúvidas se o houve de fato um indivíduo de nome "João" que escreveu todos estes livros. Seja como for, existe a noção de um "João Evangelista" e geralmente acredita-se que ele é o apóstolo João.
Em sua "História Eclesiástica", Eusébio afirma que a Primeira Epístola de João e o Evangelho de João são amplamente creditados a ele. Porém, ele menciona que o consenso é que a segunda e a terceira epístolas de João não seriam dele e sim de um outro João. Além disso, ele se esforça para firmar ao leitor de que não um consenso geral sobre as "revelações de João", uma obra que, atualmente, acredita-se que só possa ser o "Apocalipse" (também chamado de "Revelações"). O Evangelho de João é consideravelmente diferente dos evangelhos sinóticos, provavelmente escritos muito antes dele. Os bispos da Ásia Menor teriam supostamente pedido que João escrevesse seu evangelho para enfrentarem os ebionitas, que defendiam que Cristo não teria existido antes de Maria. João provavelmente conhecia e certamente aprovava os evangelhos de Mateus, Marcos e Lucas, mas estes relatavam a vida de Jesus focando primordialmente nos eventos posteriores à prisão e morte de João Batista. Por volta de 600, porém, Sofrônio de Jerusalém percebeu que "duas epístolas atribuídas a ele... são consideradas por alguns como sendo obra de um certo João, o Velho" e, depois de afirmar que o Apocalipse é obra de João de Patmos, ele teria sido "posteriormente traduzido por Justino Mártir e Ireneu", supostamente numa tentativa de reconciliar a tradição com as óbvias diferenças estilísticas no grego.
Até o século XIX, a autoria do Evangelho de João era universalmente atribuída ao apóstolo João. Porém, a maior parte dos biblistas modernos tem dúvidas. Alguns concordam em datar a obra em algum momento entre 65 e 85. John Robinson propõe uma primeira edição entre 50 e 55 e uma outra, final, em 65, com base em similaridades com os escritos de Paulo:pp.284,307. Outros estudiosos afirmam que o Evangelho de João teria sido composto em dois ou até três estágios:p.43. Há ainda os que defendem que ele não teria sido escrito até o terço final do século I, determinando a data mais antiga possível como algo entre 75 e 80. Finalmente, há os que defendem uma data ainda mais tardia, talvez na última década do século I ou mesmo o início do século seguinte.
Ainda assim, atualmente, muitos teólogos continuam a aceitar a autoria tradicional. Colin G. Kruse afirma que, como João Evangelista foi consistentemente citado nas obras dos primeiros Padres da Igreja, "é difícil ignorar esta conclusão, apesar da ampla relutância em aceitar [a autoria] por muitos, mas de forma alguma todos, os estudiosos modernos".
A autoria anônima tem muitos defensores. Segundo Paul N. Anderson, ele "contém mais reivindicações diretas de testemunho direto do que qualquer outra tradição evangélica". F. F. Bruce argumenta que João 19:35 contém uma "enfática e explícita reivindicação de autoridade testemunhal direta". Bart D. Ehrman, porém, não acredita que as reivindicações evangélicas tenham sido escritas por testemunhas diretas dos eventos relatados.
Porém, João 21 termina (no versículo 24) com uma declaração explícita que unifica o autor ("João Evangelista") e a testemunha ("João, o Apóstolo"), na forma de um artifício literário de esconder ou adiar a descoberta do misterioso "outro discípulo", o "discípulo amado" e "este homem", as primeiras duas formas utilizadas múltiplas vezes durante o relato:
| “ | «Este é o discípulo que dá testemunho destas coisas e que as escreveu, e sabemos que o seu testemunho é verdadeiro.» (João 21:24) | ” |

### Apocalipse

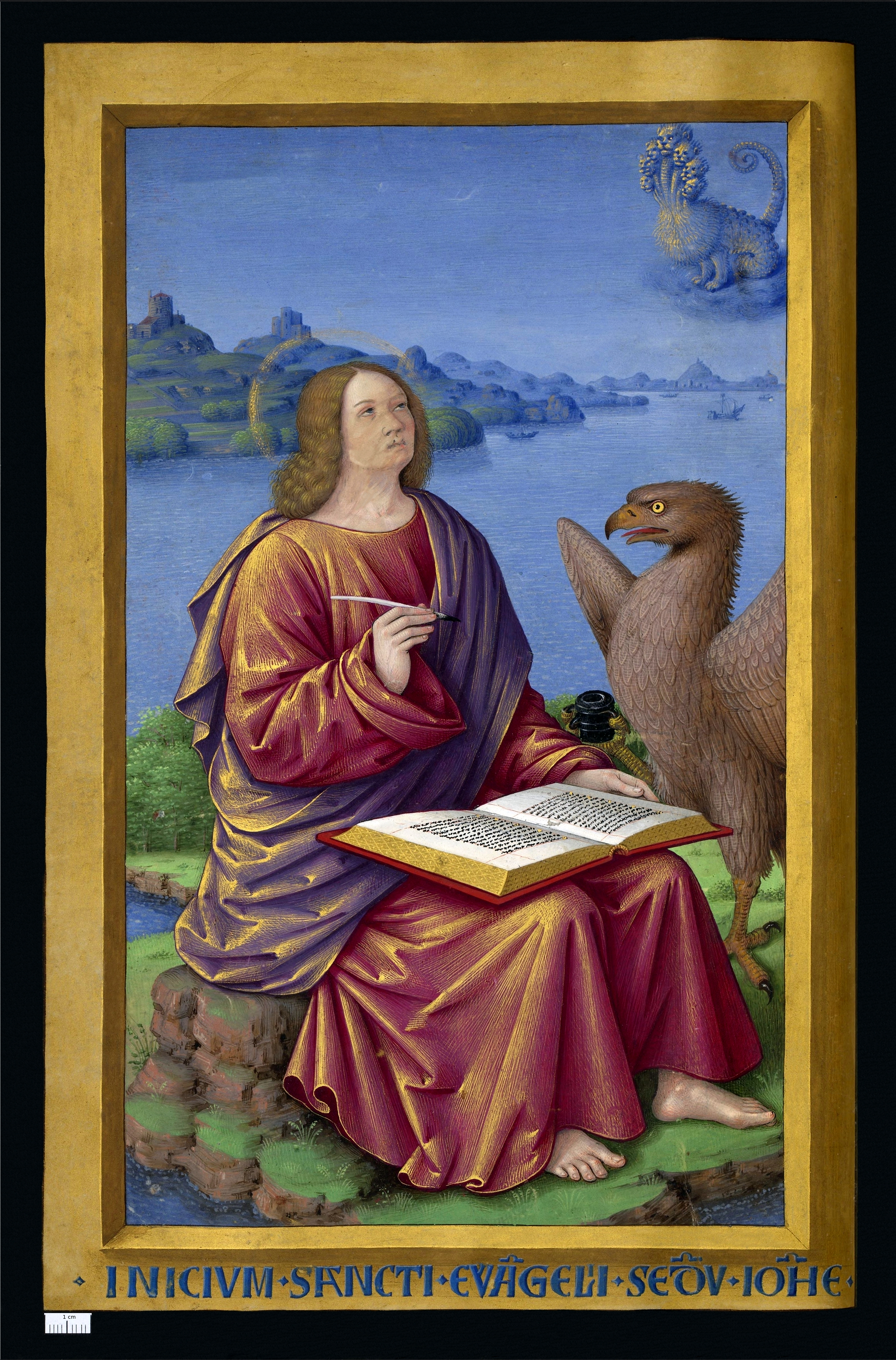
João de Patmos escrevendo o Apocalipse. No alto à direita, a Besta. Muitas tradições cristãs identificam este João como sendo o João Apóstolo e o João Evangelista.

O autor do Apocalipse (chamado também de "Revelações") identifica-se como "João" em Apocalipse 1. O escritor do início do século II, Justino Mártir, foi o primeiro a afirmar que ele seria a mesma pessoa que "João, o Apóstolo", porém, alguns estudiosos atualmente afirmam que os dois seriam pessoas distintas.
João, o Presbítero, uma figura obscura do cristianismo primitivo, tem sido identificado como sendo o receptor das visões do Apocalipse por autores como Eusébio e São Jerônimo.
Acredita-se que João teria sido exilado para a ilha grega de Patmos durante as perseguições do imperador Domiciano. O autor afirma ter escrito o livro ali: «Eu João, vosso irmão e companheiro na tribulação, no reino e na paciência em Jesus, estive na ilha que se chama Pátmos, por causa da palavra de Deus e por causa do testemunho de Jesus.» (Apocalipse 1:9) Adela Yarbro Collins, uma biblista na Universidade de Teologia de Yale, afirma que:
| “ | Tradições antigas afirmam que João foi banido para Patmos pelas autoridades romanas. Esta tradição é crível por que o banimento era uma punição comum durante o período imperial para diversas ofensas. Entre elas estavam a prática da magia e da astrologia. Profecias eram vistas pelos romanos como sendo todas de uma categoria só, pagãs, judaicas ou cristãs. Profecias com implicações políticas, como as de João no Apocalipse, teriam sido percebidas como ameaças à ordem e ao poderio romano. Três das ilhas nas Espórades eram destinos comuns de ofensores banidos | ” |

Alguns críticos levantaram a possibilidade que João, o Apóstolo, João, o Evangelista, e João de Patmos sejam três pessoas diferentes. Segundo eles, João de Patmos teria escrito o Apocalipse apenas e não as epístolas e nem o Evangelho. Em primeiro lugar, argumentam, o seu autor se identifica como sendo "João" diversas vezes, enquanto o autor do Evangelho jamais o faz. Alguns estudiosos católicos afirmam que "vocabulário, gramática e estilo fazem com que seja duvidoso que o livro tenha sido apresentado na forma atual pela mesma pessoa responsável pelo quarto evangelho".

## Referências a João no Novo Testamento

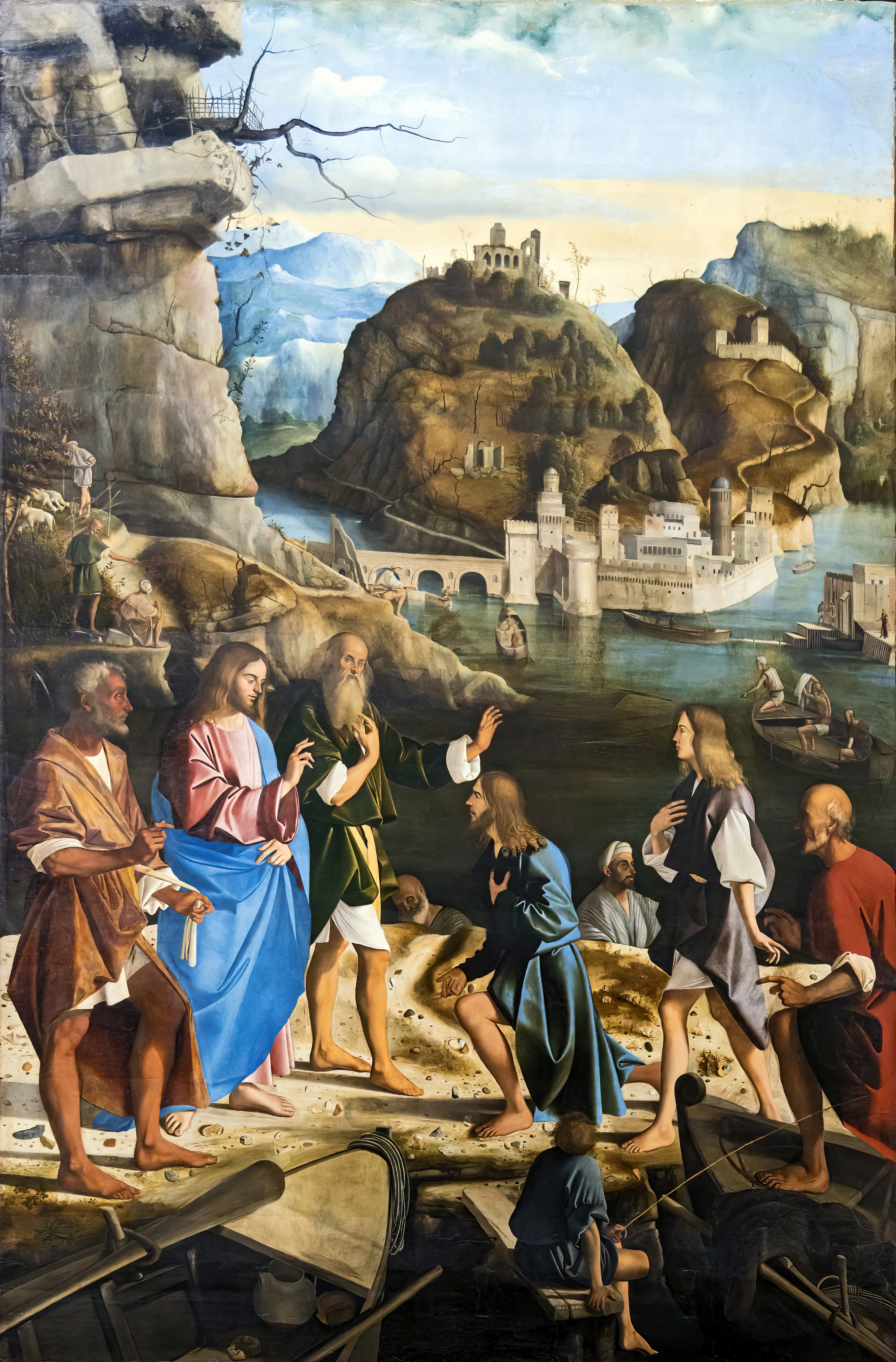
Jesus chamando os "filhos do trovão", São João e São Tiago.
1510. Por Marco Basaiti, atualmente na Accademia de Veneza.

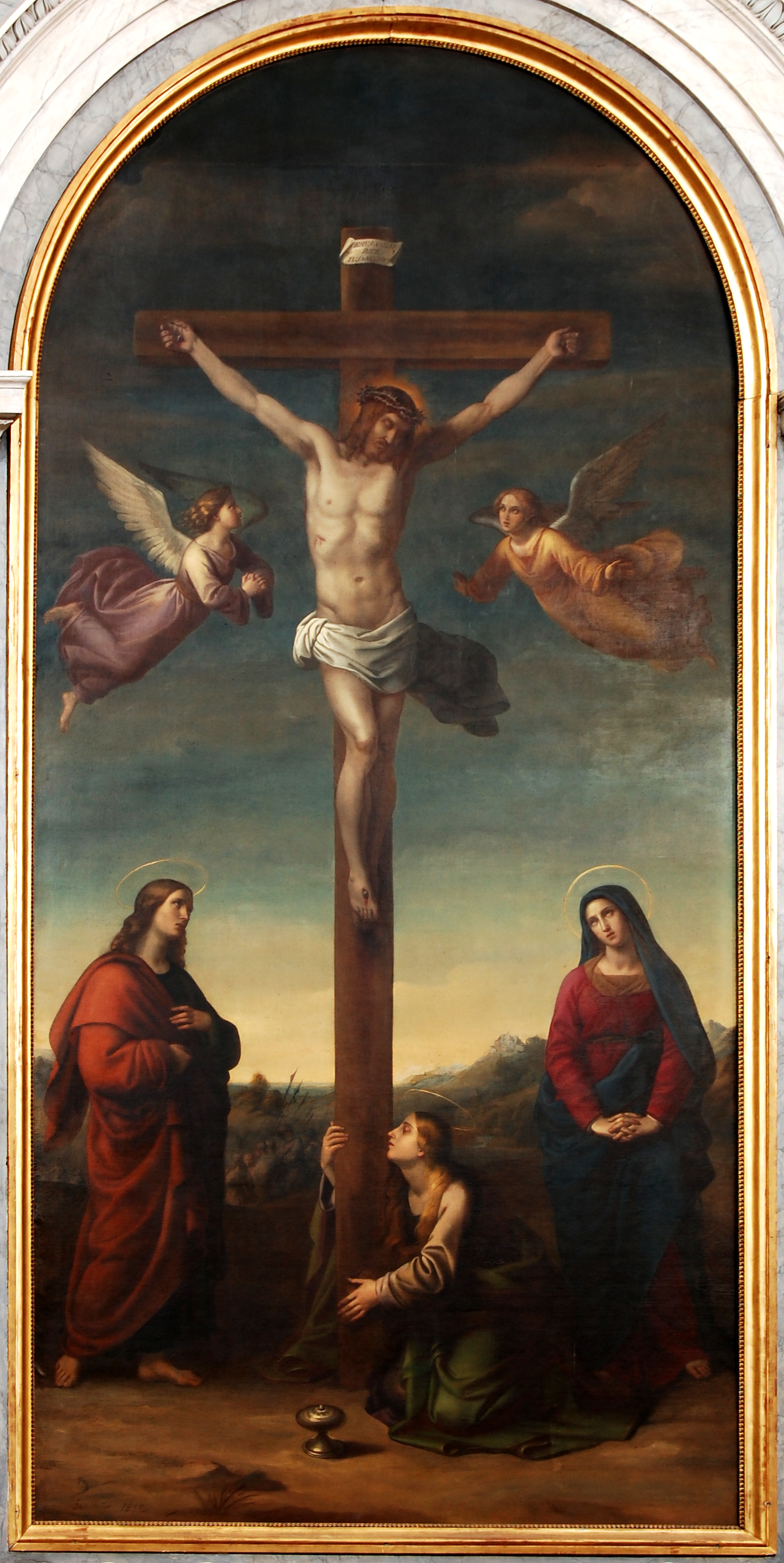
Cena do Calvário, com São João, Maria e Santa Maria Madalena aos pés da cruz, uma das imagens mais conhecidas de João, o Apóstolo.
Séc. XIX. Por Joseph Ernst Tunner, na igreja de Sant'Antonio Nuovo, em Trieste, Itália.

## Tradições extra-bíblicas

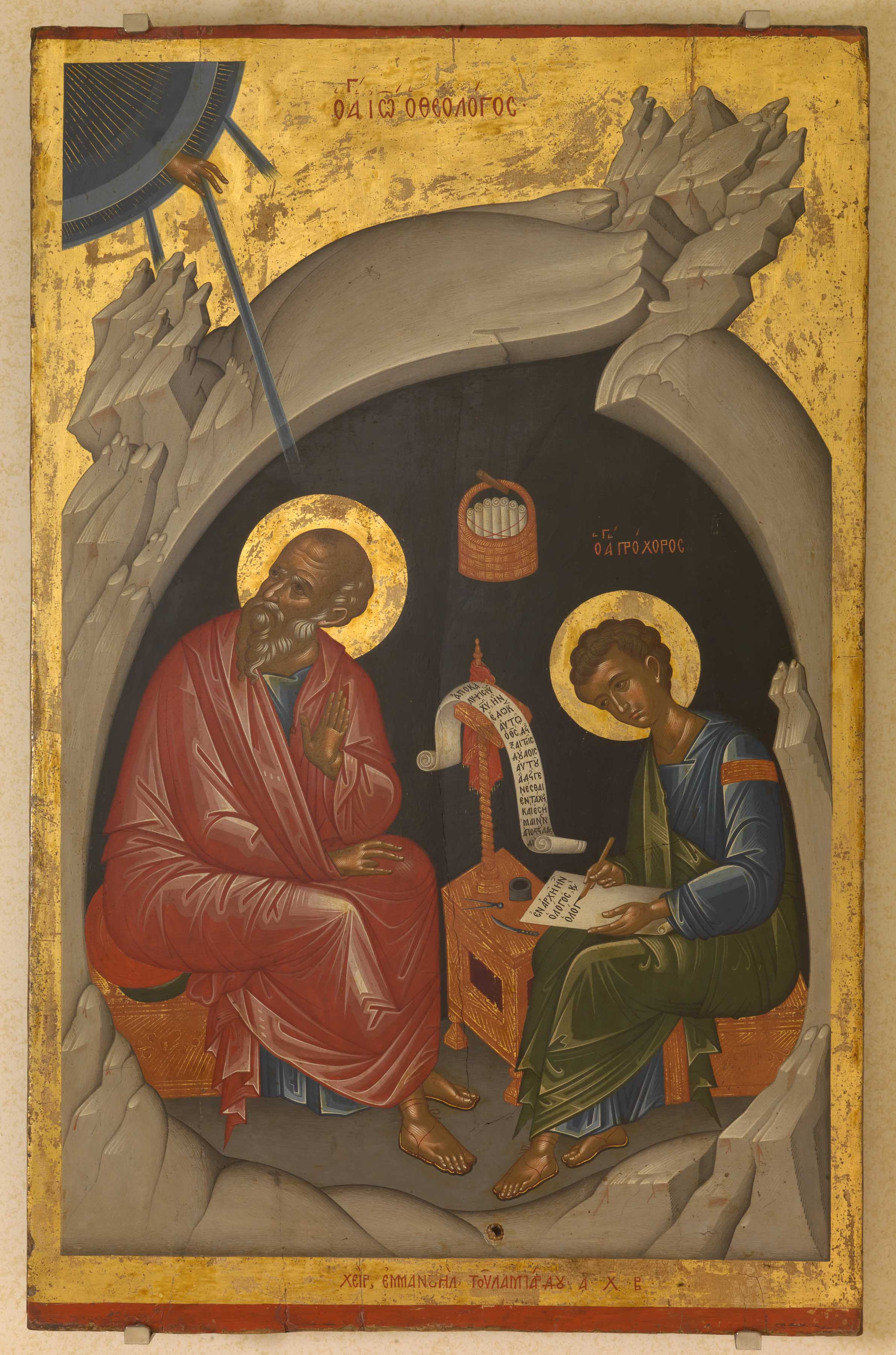
Ícone de São João com São Prócoro, um diácono que teria sido seu discípulo em Éfeso, ditando o Evangelho de João, uma das tradições não-bíblicas sobre São João.

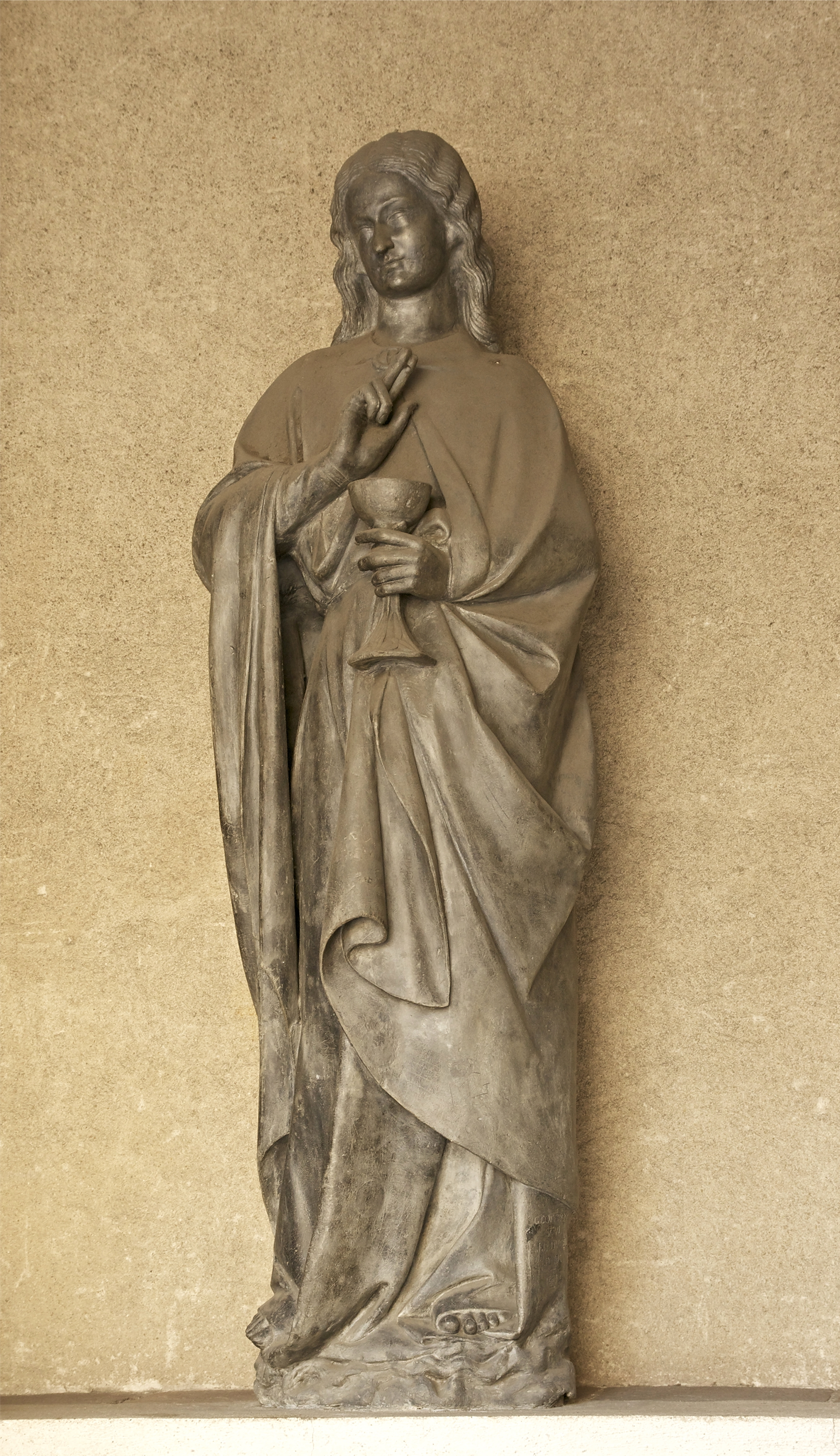
Estátua de São João segurando um cálice.
Por Adolphe-Victor Geoffroy-Dechaume, no Museu de Cluny, em Paris.